# Tapirus leucogenys
Tapirus leucogenys, es la denominación científica de un discutido taxón de  mamífero perisodáctilo del género Tapirus (subgénero Tapirus) de la familia de los tapíridos, el cual presenta una confusa asignación sistemática, y que fue señalado como viviendo al occidente de la región amazónica, en la vertiente oriental de la cordillera de los Andes en Ecuador, en el noroeste de Sudamérica. Las denominaciones comunes en idioma inglés empleadas indistintamente por su descriptor son white-cheeked tapir y grey-cheeked tapir, es decir: tapir de mejillas blancas y tapir de mejillas grises.
Este taxón no posee una clara asignación taxonómica. Algunos autores lo consideran un sinónimo más moderno de Tapirus pinchaque, el llamado comúnmente «tapir andino», para otros sería a una subespecie de dicha especie (Tapirus pinchaque leucogenys), o una entidad subespecífica de T. terrestris (Tapirus terrestris leucogenys), el denominado popularmente «tapir sudamericano», «tapir de las tierras bajas», o «tapir amazónico», en cambio para otros sería un sinónimo más moderno de una de las subespecies de esa especie: Tapirus terrestris aenigmaticus.
Finalmente, un estudio publicado en diciembre de 2013 le otorga renovada vigencia al detectar que el ADN de los tapires colectados en la región donde habitaría T. leucogenys presenta características que podrían llegar a ubicar a este taxón al mismo nivel taxonómico que las dos especies anteriormente nombradas.

## Taxonomía  y características
Este taxón fue descrito originalmente, como una buena especie, por el naturalista y zoólogo inglés John Edward Gray en el año 1872, basado en diferencias craneales y de su morfología externa e interna.
El material que sirvió para describir a la especie es una serie de ejemplares, de ambos sexos y distintas edades, colectados por Clarence Buckley. La localidad tipo indicada es: Las cordilleras de Sunia y Asuay, al noroeste de Macas, al este de Ecuador.
Pelaje del adulto
Según el propio Gray, el adulto presenta un pelaje muy corto, áspero y rígido, similar al de T. terrestris, pero más abundante y apretado (excepto un macho casi adulto capturado en Sunia, el cual tenía el pelaje más largo y suave). Cada pelo es de color negro, presentando un tono ligeramente canoso en la punta. 
El color de la cabeza es más bien más pálido; presenta tonos blancos variegados con negro ceniza en los lados del hocico, mejillas, el sector desde la parte posterior del ojo hasta la base de las orejas, la parte superior de los lados del cuello, y todo lo inferior de la cabeza.  
En los sectores superiores e inferiores de los labios pasaba al color blanco, esta última es una característica también presente en T. pinchaque pero no así las restantes características.
Las extremidades superiores e inferiores son de color blanco puro; las orejas no presentan casi ninguna presencia de bordes blancos,  y están cubiertas del mismo tipo de pelo que se presenta en la parte superior de la cabeza, pero más pálidos. 
La grupa, tanto en los ejemplares adultos como en los más jóvenes, está cubierta uniformemente con pelos similares en color, abundancia, longitud y textura al del resto del cuerpo, en ningún sector presentan alguna apariencia de estar desgastados ni exhibe sectores pelados en la espalda próxima a la cola.
Pelaje del juvenil
Según Gray, el juvenil presenta frente plana, de un color casi uniformemente marrón oscuro, con tres líneas de color ceniza-pálido, las que son longitudinales y casi continuas, formándose de manchas más o menos separadas, ovaladas y alargadas. muestra una serie de manchas más oscuras entre ellas, las que son más grandes y más claras en la parte inferior del vientre. Los lados de la cabeza y la parte superior del cuello, desde el borde posterior del ojo, incluyendo la base de la oreja y la totalidad de la parte inferior de la cabeza son de color blanco-ceniciento variegado con pelos marrones. El borde superior y la base del borde exterior de las orejas y labios son blancos. La parte de la espalda que da a la cola en todas las muestras se cubre con pelos iguales que el resto del animal.
Características osteológicas
El cráneo siempre es aplanado en la parte superior. Por la forma de esa pieza osteológica, a este taxón él lo agrupa relacionándolo a T. pinchaque, siendo según Gray tapires de cráneo aplanado, con la parte superior recta, la cual se eleva gradualmente por encima del plano de la nariz.
El colector notificó que una de las hembras adultas fue cazada junto a un ejemplar joven; Gray puso en duda esta afirmación, y a este último ejemplar —el BM, 72.1.24.9-10 (1577 f)—  le asignó un nuevo nombre: Tapirus aenigmaticus.
En el año 1954 Hershkovitz incluyó a T. aenigmaticus en Tapirus terrestris, al tratarse de un cráneo inmaduro, los que tienden a presentar la caja craneana de forma más globular, aunque la piel asociada mostraría características diferenciables que parecen aproximarla a la de algunos ejemplares juveniles de T. pinchaque, al igual que la falta de la cresta sagital (la que en T. terrestris se forma en la etapa fetal). Hasta el año 2014 la forma aenigmaticus continuaba siendo una de las subespecies en que se divide T. terrestris: Tapirus terrestris aenigmaticus

### Resurgimiento de su consideración taxonómica
En un trabajo publicado en diciembre de 2013, en el cual se describió para la ciencia una nueva especie de Tapir (Tapirus kabomani), en los análisis que se hicieron para comparar a la nueva especie con otras muestras del género, se descubrió que algunas secuencias de ADN colectadas de ejemplares de la baja cordillera de Ecuador estaban más próximas a las de T. pinchaque que a las restantes muestras analizadas T. terrestris.
Otro de los resultados de ese análisis fue que en las reconstrucciones de inferencia bayesiana se ha demostrado que T. terrestris es parafilético, estando compuesto por al menos 5 grupos o clados diferentes, con T. pinchaque anidado en su interior, formando uno de los grupos. El área de distribución restringida y periférica de esta última sugiere que su diferenciación específica es el resultado de un proceso de especiación peripátrica.
A pesar de las discusiones acerca de la necesidad de que ocurra monofilia para el nivel de especie, se ha propuesto que las especies deben cumplir con el criterio más restrictivo de ser genealógicamente grupos exclusivos, donde sus taxones miembros están más estrechamente relacionados entre sí que a cualquier otro taxón fuera del grupo. Siguiendo este postulado, al presentar el parafilético T. terrestris en una región geográfica restringida (una zona de Ecuador) muestras más próximas a otra buena especie (T. pinchaque) que a las restantes muestras de T. terrestris, se sugirió que T. leucogenys podría taxonómicamente representar a los ejemplares genéticamente distintivos observados en esa región.
Las 2 especies relacionadas con este taxón